# Limnophyes fernandezensis
Limnophyes fernandezensis är en tvåvingeart som först beskrevs av Wirth 1952.  Limnophyes fernandezensis ingår i släktet Limnophyes och familjen fjädermyggor.
Artens utbredningsområde är Juan Fernández-öarna. Inga underarter finns listade i Catalogue of Life.